# ماپالانا
ماپالانا (انگلیسی: Mapalana) یک منطقهٔ مسکونی در سری‌لانکا است که در استان جنوبی (سری‌لانکا) واقع شده‌است.